# Korouhev na Sionu
Korouhev na Sionu egy szlovák nyelven megjelenő egyházi, evangélikus lap volt a Magyar Királyságban. Szakolcán 1878 és 1883 között adták ki havonta két alkalommal. A lapot Boor Mihály és Ján Pravoslav Leška szerkesztették.